# Zerstörer 1
Der Zerstörer 1 (Kennung: D-170) war ein Zerstörer der Fletcher-Klasse und war als erstes Schiff der Klasse 119 von 1958 bis 1972 im Dienst der Bundesmarine. Im allgemeinen Sprachgebrauch wurde der Zerstörer 1 meist Z 1 genannt.
Das Schiff wurde für die United States Navy gebaut und als USS Anthony von 1943 bis 1946 eingesetzt.

## Zeit bei der US Navy
Der Zerstörer wurde am 17. August 1942 bei den Bath Iron Works in Bath auf Kiel gelegt. Der Stapellauf fand am 20. Dezember 1942 statt. Es wurde nach dem Marineinfanteristen William Anthony benannt, der 1898 bei der den Amerikanisch-Spanischen Krieg auslösenden Explosion des Kreuzers Maine durch umsichtiges und entschlossenes Handeln dazu beitrug, dass das Schiff im Rahmen der Möglichkeiten geordnet evakuiert werden konnte.  Der Zerstörer wurde von seinen Enkeltöchtern Alice Anthony und Frances Anthony getauft und war das zweite Schiff der US Navy, das diesen Namen trug.
Die Anthony wurde am 26. Februar 1943 unter dem Kommando von Lieutenant Commander Blinn Van Mater in Dienst gestellt. Nach der Einfahr- und Ausbildungszeit erfolgte im Mai 1943 die Verlegung nach Pearl Harbor zur Pazifikflotte. Dort erfolgte noch die mehrere Monate dauernde Gefechtsausbildung. Ab Oktober 1943 wurde der Zerstörer vorwiegend im Geleitsicherungs- und Konvoidienst eingesetzt. 1945 nahm er an den Kämpfen um Iwo Jima und um Okinawa teil und wurde dabei auch von Kamikaze-Flugzeugen angegriffen, die aber keinen nennenswerten Schaden anrichteten, jedoch das Schwesterschiff USS Braine trafen. Die Anthony bekam sieben Battle Stars für ihren Einsatz im Zweiten Weltkrieg. Ende 1945 verlegte man das Schiff nach Charleston, wo es am 17. April 1946 außer Dienst gestellt, in die Reserve übernommen und später in der Atlantic Reserve Fleet eingemottet wurde.

## Zeit bei der Bundesmarine

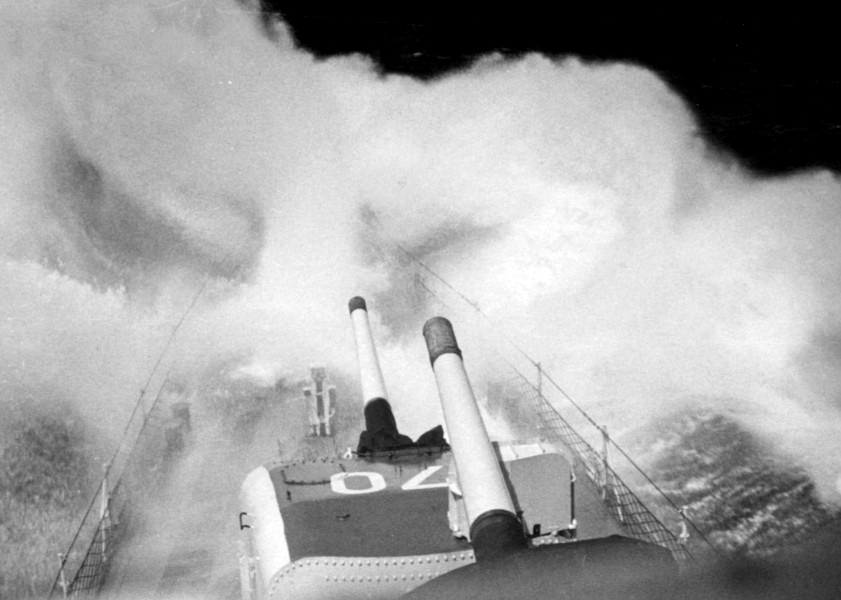
Zerstörer 1 in schwerer See, 1965

Am 29. April 1957 wurde in der Marinewerft in Charleston damit begonnen, den Zerstörer einer Grundüberholung und Modernisierung zu unterziehen, um ihn im Rahmen des amerikanischen Military Assistance Program der Bundesrepublik Deutschland für den Aufbau ihrer Marine leihweise zu überlassen.
Am 17. Januar 1958 wurde die Anthony in der Marinewerft für die Bundesmarine in Dienst gestellt. Das Schiff bekam die Kennung Z 1 und wurde der Klasse 119 zugeteilt. Noch im Jahr 1958 wurde die Kennung in D 170 geändert. Die Zerstörer der Klasse 119 erhielten bei ihrer Indienststellung keine Namen. Sie wurden lediglich von 1 bis 6 durchnummeriert. Erst 1960 wurde der Name Zerstörer 1 zugeteilt.
Während der Dienstzeit bei der Bundesmarine war der Zerstörer fortan an zahlreichen nationalen und NATO-Manövern beteiligt. Am 12. Juli 1965 geriet Zerstörer 1 in die Schlagzeilen, als die Besatzung unter Fregattenkapitän Jürgen Goetschke bei einer Übung mit der US Navy drei Überlebende und sechs Tote eines notgewasserten US-Flugzeugs vom Typ EC-121 Super Constellation unter schwierigen Bedingungen retten bzw. bergen konnte. Auch beim Untergang der dänischen Fähre Skagerrak am 7. September 1966 konnte Zerstörer 1 Hilfe leisten.
In der Zeit vom 31. März 1967 bis zum 19. August 1968 war der Zerstörer außer Dienst gestellt, um in Bremerhaven und im Marinearsenal Wilhelmshaven instand gesetzt und modernisiert zu werden.
Am 17. März 1972 wurde Zerstörer 1 endgültig außer Dienst gestellt.

## Verbleib des Schiffes
Nach der Außerdienststellung wurde das Schiff formal an die Vereinigten Staaten zurückgegeben. Er blieb jedoch als Auflieger im Marinearsenal Kiel liegen. Nachdem am 15. April 1972 die Streichung aus der Liste der Kriegsschiffe der US Navy erfolgt war, wurde es an die Bundesmarine als Materialreserve abgegeben. In den folgenden Jahren wurde es weitgehend ausgeschlachtet.
Nachdem eine Ausschreibung über die VEBEG zur Verwertung erfolglos gewesen war, wurde entschieden, den Zerstörer als Zielschiff für die Marineflieger zu verwenden. Am 9. Juni 1978 wurde der Zerstörer ins Mittelmeer geschleppt und vor Kreta verankert. Dort diente er als Zielschiff für den Beschuss mit Kormoran-Flugkörpern. Am 16. Mai 1979 wurde der Zerstörer 1 dann von dem deutschen U-Boot U 29, einem Boot der Klasse 206, durch Torpedobeschuss versenkt.

## Kommandanten
| 26. Februar 1943 bis 1943              | Lieutenant Commander Blinn van Mater  |
| 1943 bis 31. Dezember 1944             | Commander Clyde James van Arsdall     |
| 1. Januar 1945 bis 17. April 1946      | Commander Jackson Hunter Raymer       |
| 17. Januar 1958 bis 31. März 1959      | Fregattenkapitän Hans Trummer         |
| 1. April 1959 bis 2. Oktober 1960      | Kapitän zur See Carl-Heinz Birnbacher |
| 3. Oktober 1960 bis 30. Juli 1961      | Fregattenkapitän Carlheinz Vorsteher  |
| 31. Juli 1961 bis 30. September 1962   | Fregattenkapitän Werner Winter        |
| 1. Oktober 1962 bis 31. März 1964      | Fregattenkapitän Henrich Grote        |
| 1. April 1964 bis 31. März 1965        | Fregattenkapitän Klaus Hänert         |
| 1. April 1965 bis 30. September 1966   | Fregattenkapitän Jürgen Goetschke     |
| 1. Oktober 1966 bis 31. März 1967      | Fregattenkapitän Karl-Heinz Proettel  |
| 1. April 1967 bis 31. Juli 1968        | Posten unbesetzt                      |
| 1. April 1968 bis 30. September 1970   | Fregattenkapitän Hans-Hubert Gaude    |
| 1. Oktober 1970 bis 30. September 1971 | Fregattenkapitän Joachim Kolvenbach   |
| 1. Oktober 1971 bis 17. März 1972      | Kapitänleutnant Rolf Döring           |